# Капустница (бабочка)
Капустница или белянка капустная (лат. Pieris brassicae) — дневная бабочка из семейства белянок (Pieridae). Видовой эпитет происходит от лат. Brassica — капуста, одно из кормовых растений гусениц.

## Описание

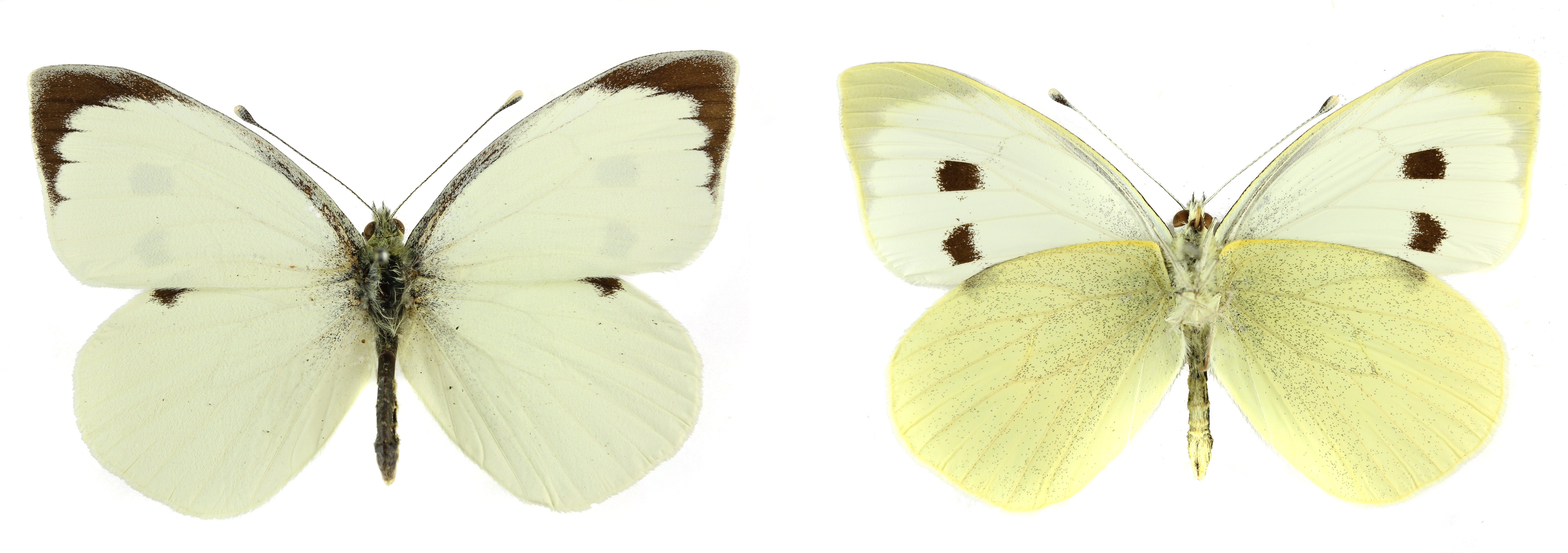
Самец капустницы. Верхняя и нижняя сторона крыльев

Длина переднего крыла самцов 25—30 мм, самок 27—33 мм. Размах крыльев самца 49—62 мм, самки — 51—63 мм. Самки крупнее самцов. Половой диморфизм выражается в более сильно развитом тёмном рисунке на крыльях у самок. Голова округлая, глаза голые. Усики с головчатой булавой, длинные, вершина их булавы светлая. Грудь покрыта относительно густыми белесовато-желтоватыми волосками. Переднее крыло имеет форму прямоугольного треугольника с выпуклыми костальным и внешним краями и почти прямолинейным анальным краем. Заднее крыло округло-овальное, с 2 анальными жилками. Центральная ячейка обоих крыльев замкнута и занимает около половины длины крыла. Жилки крыла R4, R5 и М1 имеют общий ствол.
У самцов передние крылья на верхней стороне чисто-белое или мучнисто-белое, мучнисто-матовое, с выраженным серым опылением по костальному краю. У вершины крыла располагается чёрное поле с вогнутым внутренним краем. Задние крылья а верхней стороне белые, с чёрным расплывчатым пятном находящимся в ячейке Sc — R. Бахромка крыльев белого цвета. Нижняя сторона передних крыльев с затемнёнными основанием крыла и костальным краем, вершина жёлтого цвета, ячейки M3—Cu1 и Сu2 — 2А содержат в себе по одному расплывчатому пятну чёрного цвета. У самцов, в отличие от самок, два пятна имеются только на нижней стороне передних крыльев. Нижняя сторона задних крыльев охристо-жёлтая, с редким тёмным напылением. Бахромка крыльев одного цвета с основным фоном.
У самок передние крылья на верхней стороне белые, с чёрным полем у вершины крыла и чёрными пятнами в M3—Cu1 и Сu2 — 2А. Анальная ячейка переднего крыла с клиновидным пятном, которое своей широкой внешней оконечностью примыкает к чёрному пятну в ячейке Сu2 — 2А. Внутренняя граница привершинного поля нечёткая и размытая, обычно волнистая. Окраска верхней стороны задних крыльев, как у самца, чёрное пятно в ячейке Sc — R более крупное. Основание крыльев на верхней стороне с серым напылением. Нижняя поверхность крыльев, по своей окраске как у самцов.

## Ареал и места обитания

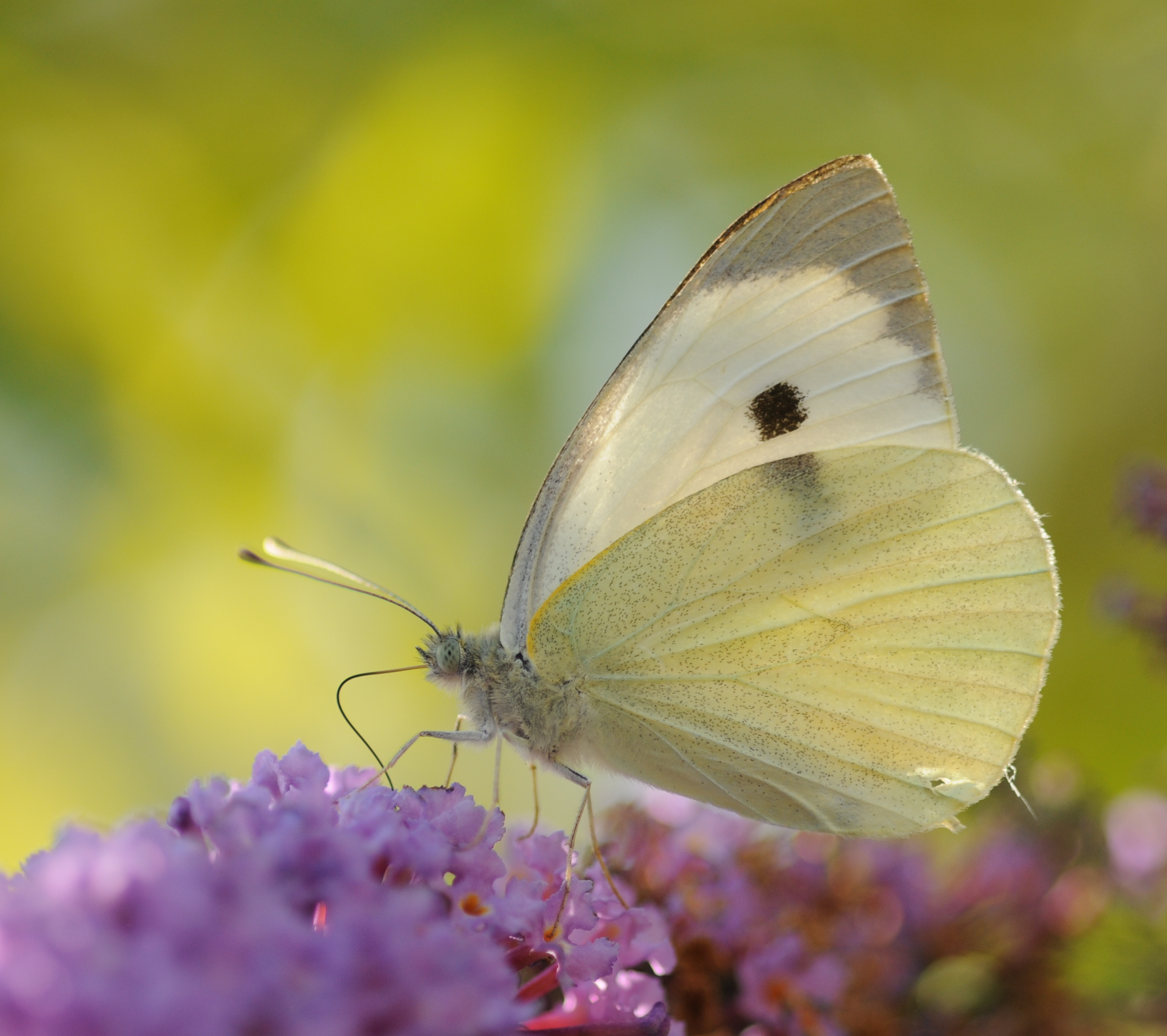
Нижняя сторона крыльев

Широко распространённый вид. Глобальный ареал вида охватывает следующие территории: Северная Африка, Европа, Кавказ и Закавказье, умеренный пояс Азии, горы Казахстана и Центральной Азии, Южную Сибирь, на востоке до Японии (обнаружена под Читой, в Хабаровском крае, Южном Приморье, на юге Сахалина). Широко распространён по всей территории Восточной Европы (включая страны Балтии, Беларусь, Украину, Молдову) и всей европейской части России, кроме крайнего юго-востока. Севернее полярного круга бабочки этого вида встречаются в основном мигрантными особями. Северные популяции имеют тенденцию увеличиваться в течение летнего сезона миграции за счёт бабочек из южных областей. Реже встречается в юго-восточных областях европейской России, в зоне пустынь и подзоне сухих степей. Характерно резкое расширение ареала на восток. В 1993 году отмечено проникновение вида в Южное Приморье. Локально встречается в Приморском крае и на юге Хабаровского края. Позднее проник в Японию, а оттуда — на юг Курильских островов. Севернее полярного круга встречаются в основном мигрантные особи. Завезена в Чили и Панаму с 1970-х годов. В 1995 году была завезена в Южную Африку, а также распространилась в Австралии и Новой Зеландии. В декабре 2014 году было объявлено об уничтожении популяции в Новой Зеландии благодаря специально предпринятым мерам.
Активный мигрант. Капустница обычна на возделываемых полях и в черте населённых пунктов, где имеются возделываемые крестоцветные. Бабочки населяют лесные опушки, поляны, луга, обочины дорог, сады, парки, лесополосы вдоль железных дорог. На Кавказе вид населяет все типы открытых ландшафтов в горах до субнивального пояса.

## Систематика
Капустница относится к роду огородных белянок (Pieris) в составе подсемейства Pierinae. Его представители характеризуются усиками с головчатой булавой. Крылья на верхней стороне белые с тёмными пятнами, жилки не контрастные. Фон нижней стороны крыльев лишён чёткого рисунка. Жилки крыла R4, R5 и М1 имеют общий ствол. Половой диморфизм у представителей этого рода выражается в более сильно развитом тёмном рисунке на крыльях у самок.
Выделяют несколько подвидов капустницы:
- Pieris brassicae brassicae — номинативный подвид. Его ареал включает следующие территории: материковая Европа, Средиземноморье, северная Африка, Турция и Малая Азия, на восток до Урала, Кавказа и Загроса. В рамках подвида некоторые исследователи выделяют три подрасы — североевропейскую, средиземноморскую и сирийскую[15].

- Pieris brassicae azorensis Rebel, 1917. Иногда рассматривается некоторыми исследователями в качестве самостоятельного вида. Ряд исследователей же наоборот, рассматривают таксон, как нестабильную островную форму, не отличимую от номинативного подвида. Эндемичен для Азорских островов. Бабочки похожи на форму chariclea номинативного подвида с более тёмной нижней стороной задних крыльев. Бабочки этого таксона обычно крупнее материковых капустниц[15].

- Pieris brassicae nepalensis Gray, 1846. Его ареал включает следующие территории: Памир, от Белуджистана, Гималаев до Северной Индии и Ассама и равнинных районов, прилегающих к Гималаям до Юнання (Китай). Это одна из самых распространённых бабочек Гималаев на высотах 1000-4000 метров над уровнем моря[16][17][18].

- Pieris brassicae ottonis Röber, 1907 Его ареал включает следующие территории: Северный Тянь-Шань, Кыргызстан, большую часть Афганистана и, вероятно, Иран, на больших высотах до 2500 метров над уровнем моря на Памире[19].

- Pieris brassicae catoleuca Rober 1896. Некоторые исследователи рассматривают его как т. н. сирийскую расу\подрасу номинативного подвида. Описан из Турции. Ареал простирается от хребта Тавр (Турция) на юг до Малой Азии, включая Израиль и Кипр[15].

Ряд исследователей могут рассматривать в ранге подвида капустинцы таксон Pieris wollastoni Butler, 1886. Крайне редкий, возможно, уже вымерший таксон, имеющий ограниченный ареал — эндемик острова Мадейра, где он был приурочен к опушкам, редколесьям и полянам реликтовых лесов-монтеверде, образованных преимущественно из лавровых деревьев на высотах 650—1200 метров над уровнем моря. В большинстве же случаев таксон рассматривается в качестве самостоятельного вида.

### Близкие виды
По морфологическим признакам (внешнему виду) бабочек к капустнице близка репница (Pieris rapae). Последняя отличается более мелкими размерами (длина переднего крыла 22—30 мм; размах крыльев 40—50 мм.) и тем, что на концах её передних крыльев чёрный цвет является менее интенсивным, а площадь чёрной области меньше. Также часто встречается брюквенная белянка (Pieris napi), схожая по морфологии с капустной белянкой.

## Биология

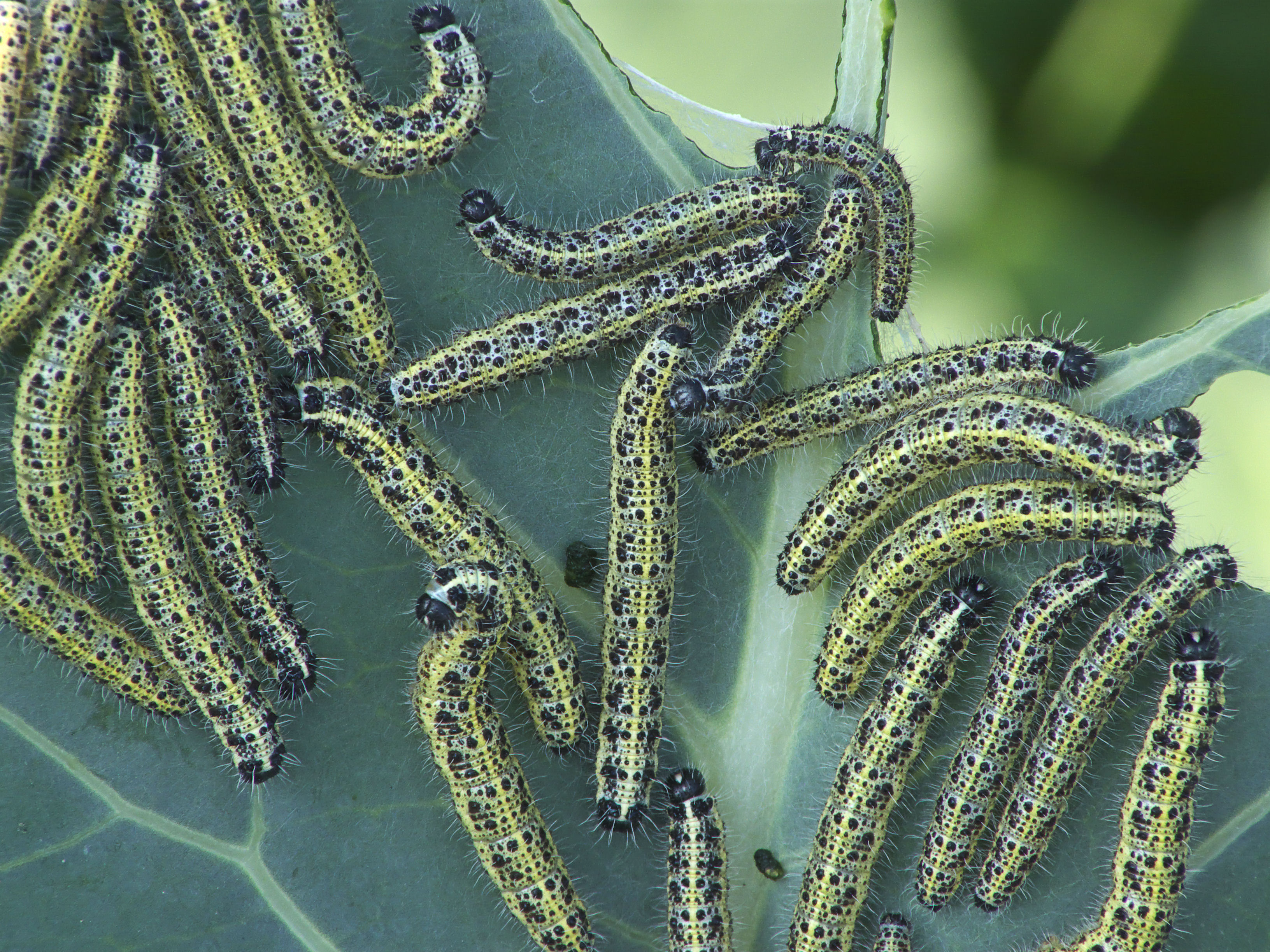
Гусеницы

В зависимости от участка ареала даёт от 2 до 5 поколений за год. В средней полосе Евразии развивается 2 поколения, на юге и в жаркие годы 3 поколения.
Время лёта бабочек с мая по август, в южных регионах с конца марта до середины октября. Первое поколение на юге в апреле — начале мая, севернее в конце мая — начале июня. Второе, более многочисленное, в конце июля — начале августа, бабочки летают до конца сентября. Последнее поколение за год в южных участках ареала часто смешивается с предпоследним и лёт может длится до октября. Бабочки активны в дневное время суток, особенно в жаркие солнечные дни. Перед откладыванием яиц бабочкам требуется дополнительное питание нектаром цветков. Имаго питается на цветах одуванчика (Taraxacum officinale), сивца (Succisa), люцерны (Medicago) и многих других.

## Размножение
У капустниц может наблюдаться полиандрия, хотя преобладающей является моногамная система спаривания, при которой с самкой спаривается только один самец.
Самка откладывает до 200 яиц кучками на нижнюю сторону листьев кормовых растений. Плодовитость одной самки составляет до 300 яиц. Яйца лимонно-жёлтого цвета, кеглеобразные, ребристые, вертикальные. Стадия яйца длится 3—16 дней. За несколько часов до вылупления гусениц яйца становятся черными, а их оболочка более прозрачной, благодаря чему становятся видными будущие гусеницы внутри них. Стадия гусеницы длится от 13 до 38 дней, за это время она четыре раза линяет и проходит пять возрастов. Продолжительность стадии развития гусениц находится в зависимости от погодных условий. Интервал между линьками обычно составляет 3-7 дней. Только что отродившаяся гусеница имеет охристый цвет, взрослая — желтовато-зелёного цвета, с жёлтыми полосками по бокам тела и светлой полосой вдоль спины. Длина её тела до 1,76 мм. Молодые гусеницы некоторое время неподвижны, держатся вместе. Затем, расползаясь, начинают питаться мякотью нижней стороны листьев. Гусеница первого возраста — светло-зелёная, густо покрыта чёрными бородавками. Гусеницы младших возрастов держатся вместе. Они соскабливая тканевую мякоть с нижней стороны листа. Гусеницы первого возраста обычно находятся на нижней стороне листьев и скелетируют их. Начиная с третьего возраста гусеницы живут поодиночке. Молодые гусеницы предпочитают питаться нижней стороной листьев, а старшие — верхней. Выедают отверстия в листьях молодых кочанов капусты, оставляя только толстые жилки. В поисках пищи могут совершать дальние миграции.
Взрослые гусеницы достигают длины до 50 — 60 мм, зеленовато-жёлтая, усеяна редкими и короткими чёрными волосками и чёрными точками; вдоль спины и по бокам, над ножками, выделяются 3 жёлтые полоски; голова и последний членик тела сверху серые с чёрными точками. Гусеницы старшего возраста объедают листья с краёв, оставляя лишь толстые жилки. Кроме листовых пластинок гусеницы капустницы могут питаться семенниками капусты и других видов крестоцветных, объедая при этом бутоны, цветки, зелёные стручки.
Слишком высокая температура и низкая влажность воздуха неблагоприятны для развития капустницы. Оптимальная температура для развития +20 — +26 °C. Гусеницы способны мигрировать в поисках пищи, переползая на соседние растительные участки. При холодном или дождливом лете гусеницы летних поколений могут диапаузировать до весны следующего года. Полный цикл развития завершается за 26-73 дня.
Много гусениц гибнет от паразитов, особенно от наездника Microgaster; часто бывают заметны кучки его мелких, как бы шелковисто-жёлтых коконов под мёртвыми гусеницами, в которых паразитировали закоконировавшиеся личинки этого паразита.
Кормовые растения:
Хрен обыкновенный (Armoracia rusticana),
Икотник серый (Berteroa incana),
Капуста полевая (Brassica campestris),
Брюква (Brassica napus),
Капуста огородная (Brassica oleracea),
Репа,
Турнепс (Brassica rapa),
Пастушья сумка (Capsella bursa-pastoris),
Вайда красильная (Isatis tinctoria),
Редька (Raphanus) sp.
В Дагестане в дикой природе часто развиваются на каперсах (Capparis herbacea).
Для окукливания гусеница прикрепляется пояском из шёлковой нити к субстратам — на стволах деревьев, на заборах, камнях, пнях и т. д. Зимует диапаузирующая куколка. Куколка желтовато—зелёная, с чёрными пятнышками и точками и бугорком на спине. Стадия куколки летних поколений длится 8–30 дней. Куколка головой вверх обычно прикрепляется своей хвостовой частью к стволам и ветвям деревьев, камням, в различного рода укрытиям (навесам, заборам, постройкам) вблизи мест произрастания кормовых растений. Низкие зимние температуры вызывают гибель куколок и ограничивают распространение капустной белянки. Зимующие куколки находятся на подстилке из шелковинок, прикрепленных к субстрату при помощью шелкового пояска.

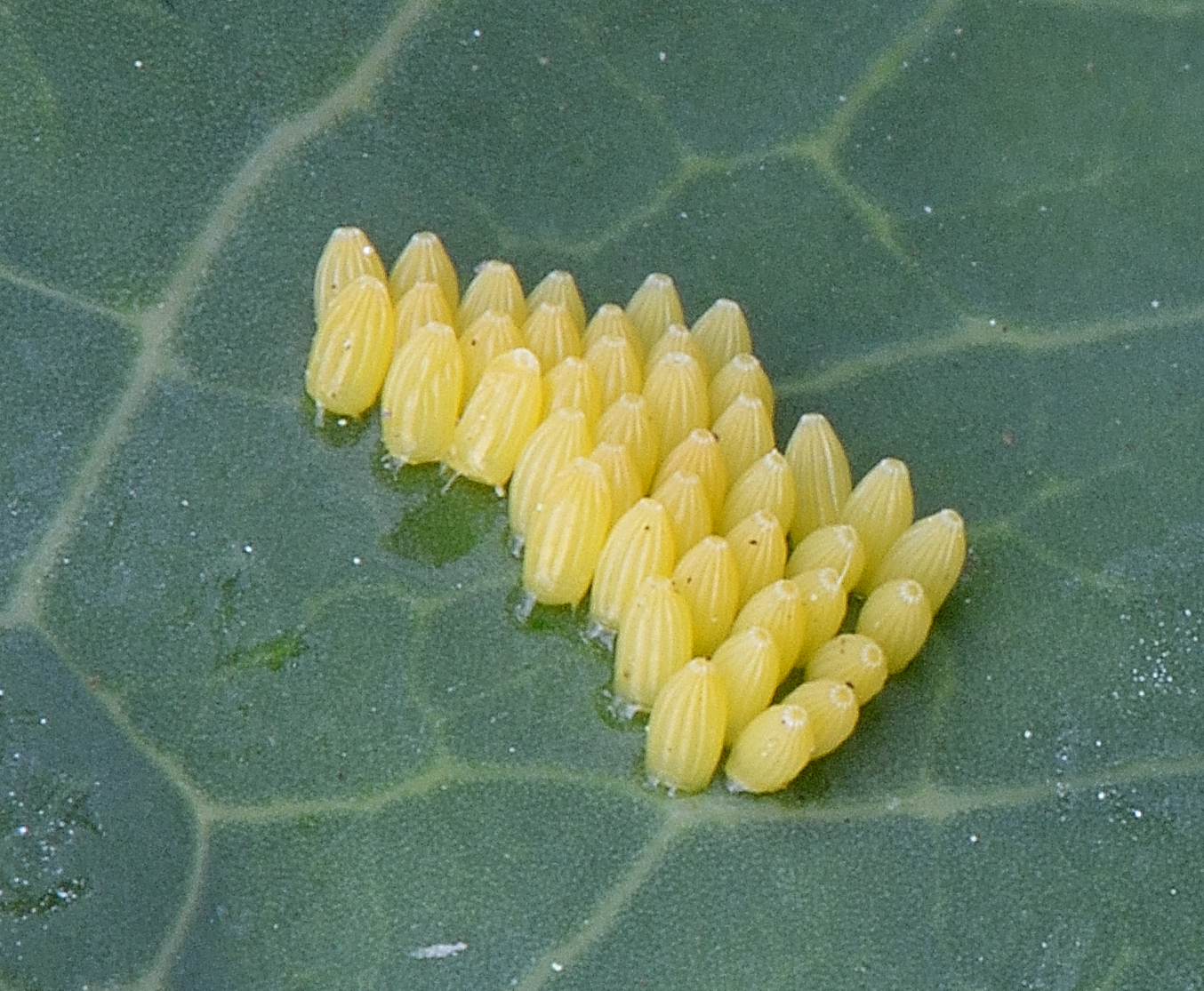
Яйца
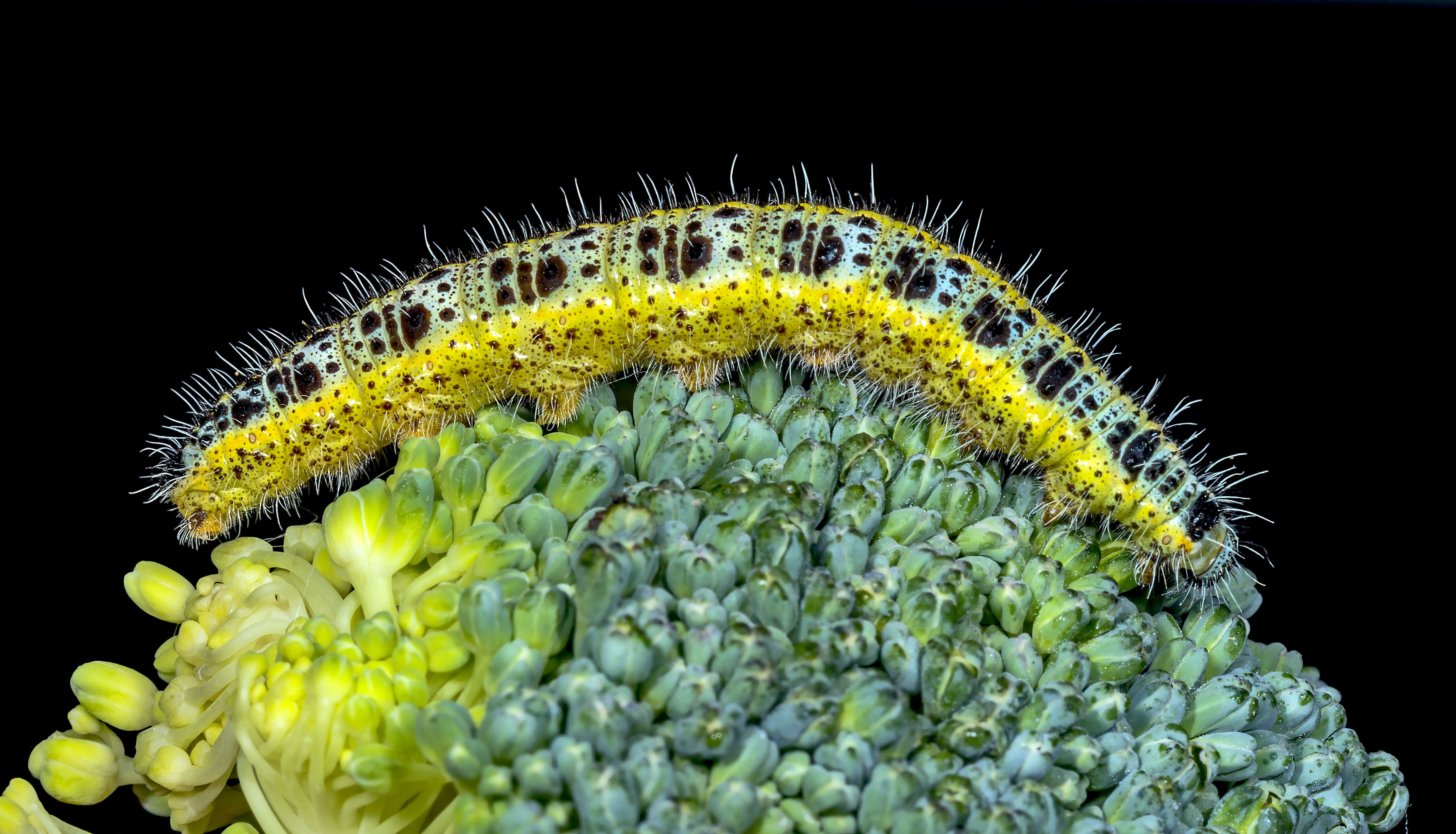
Гусеница
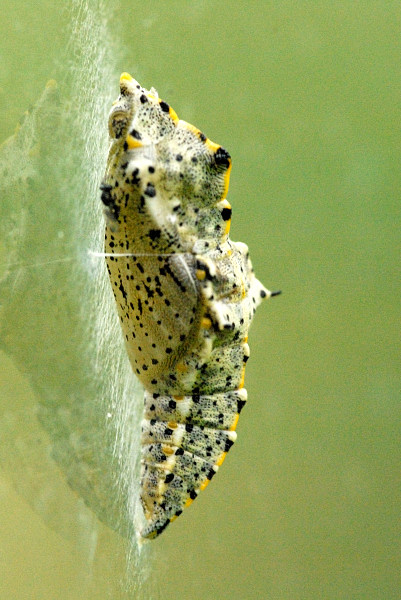
Куколка
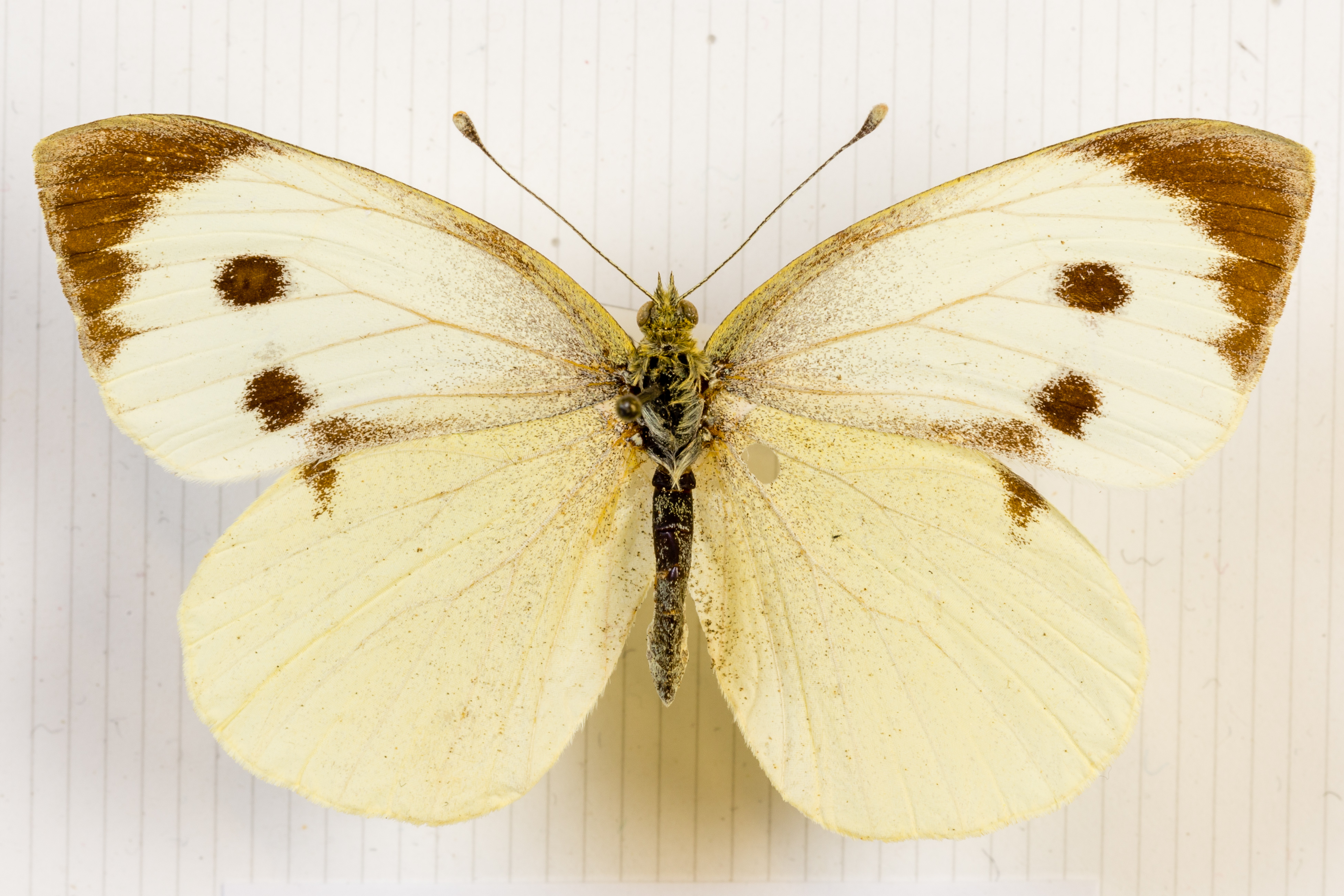
Имаго (бабочка)

## Хозяйственное значение

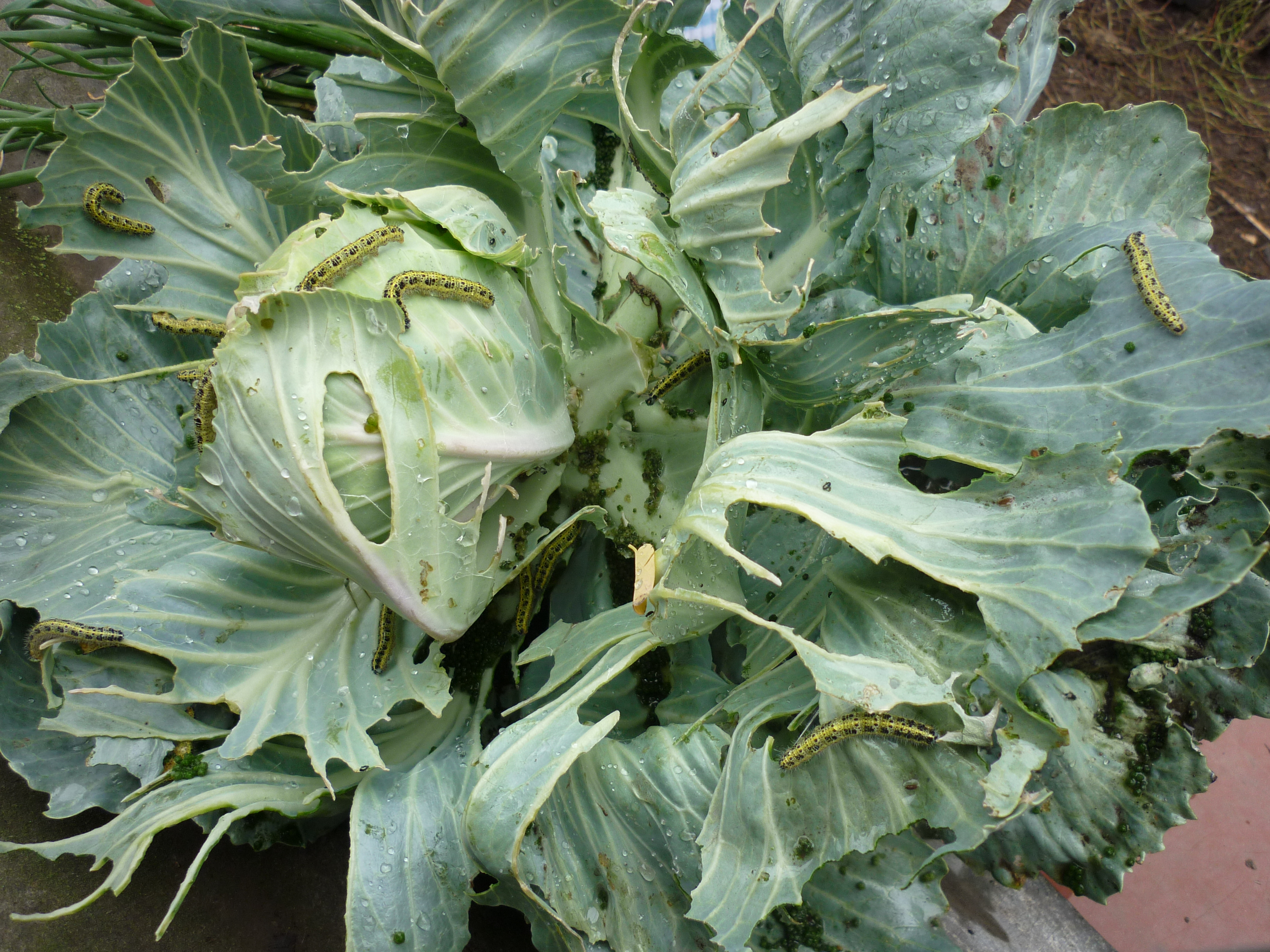
Кочан капусты, поврежденный гусеницами капустницы

Является вредителем сельскохозяйственных культур. Гусеницы могут повреждать капусту, особенно сильно белокочанную и цветную, брюкву, репу, редьку, хрен, редис, рапс и другие крестоцветные растения. Также может повреждать резеду, настурцию, каперсы, лук и чеснок. Вредят гусеницы всех возрастов. Гусеницы выедают отверстия в листьях капусты, загрязняют кочаны экскрементами, из-за чего поврежденные кочаны капусты гниют.
Экономически порог вредоносности определяется на стадии мутовки листьев, при обнаружении 3-5 гусениц на одном растении или повреждениях листьев как минимум у 10 % растений.

## Меры борьбы
Меры борьбы включают различные методы. Агротехнические методы состоят в уничтожении крестоцветных сорняков. Механические методы включают рекомендованный ручной сбор гусениц с последующим их уничтожением. Химический способ состоит в опрыскивании посадок капусты и других возделываемых крестоцветных фосфорорганическими соединениями, пиретроидами, неоникотиноидами, репеллентами. Биологические способы борьбы с капустницей подразумевает опрыскивание растений биологическими пестицидами.